# Jan Cornelius (Schriftsteller)
Jan Cornelius (* 24. Februar 1950 in Reșița, Volksrepublik Rumänien) ist ein rumäniendeutscher Schriftsteller und Publizist.

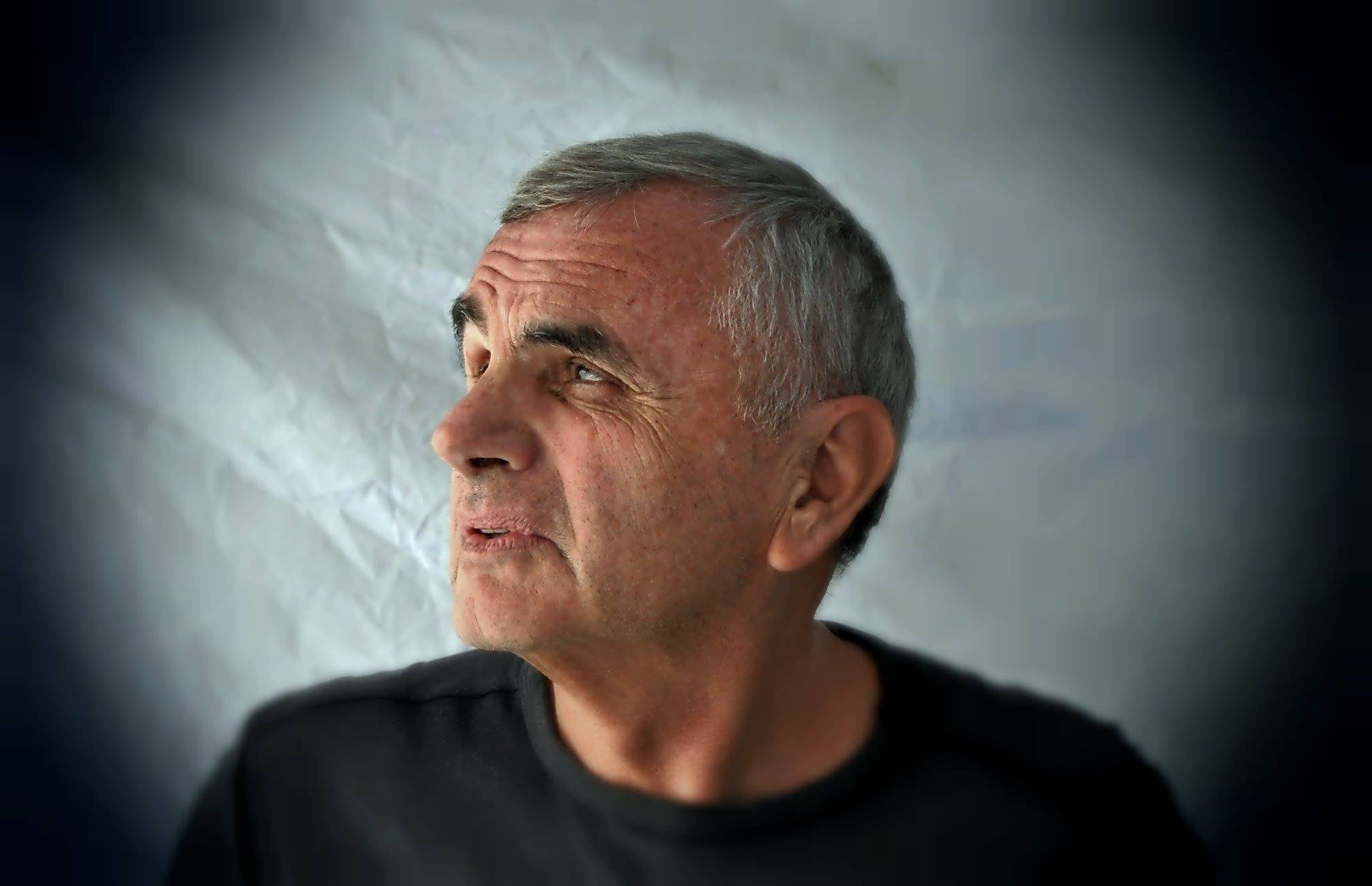
Jan Cornelius

## Leben
Cornelius studierte Romanistik in Timișoara, arbeitete in Rumänien als Gymnasiallehrer und lebt seit 1977 in Düsseldorf. Er studierte Französisch und Englisch, arbeitete auch als Lehrer in Duisburg und Düsseldorf. Jan Cornelius schreibt humoristisch-satirische Prosa, Gedichte, Kinderbücher und Kabarett-Texte. Er arbeitet bei satirischen Zeitschriften (Eulenspiegel, Nebelspalter) mit und schreibt Satiren, Glossen sowie Hörspiele für verschiedene Rundfunkanstalten, vor allem für den WDR.

## Humoristische Bücher
- Der geschenkte Führerschein. Ein verrücktes Autofahrerbuch, 1987
- Balthasar. Erwachsene kapieren so was nie und nimmer, 1988
- Das schaffst du mit links! Überleben im Alltagsstreß, 1990
- Heiteres Europa – Eine Lesereise (mit Klaus Waller), 1990
- Pack die Koffer, Liebling! Ein verrücktes Reisebuch, 1993
- Der Radwechsel und andere Katastrophen, 2003
- Heilige und Scheinheilige. Ganz weltliche Satiren, 2006
- Über Google, Gott und die Welt. Satirische Streifzüge, 2011
- Narrenstück oder Das Wundern des Dolmetschers beim Betrachten der Welt, 2013
- Bukarest-Berlin, ohne Rückkehr, 2021

## Kinderbücher
- Ein Cowboy namens Balthasar, 1990
- Hanna und Hugo hauen ab, 1992
- Tante Mathilde macht Geschichten, 1993
- Meine Kusine Sabine, 1996
- Meine Kusine Sabine und der Hamster Halli-Galli, 1997
- Benjamin der Zauberlehrling (mit Erich Rauschenbach), 2000
- Benjamin und sein Hund Onkel (mit Erich Rauschenbach), 2000
- Karli Kaktus, 2002
- Jedes Gnu hat ein Tattoo, 2013

## Übersetzungen
- Dan Lungu: Sunt o babă comunistă, Polirom; Die rote Babuschka, Roman, Residenz, Wien 2008
- Dan Lungu: Cum să uiţi o femeie, Polirom; Wie man eine Frau vergisst, Roman, Residenz, Wien 2010
- Matei Visniec: Omul pubelă, Teatru; Der Mülltonnenmensch, Theaterstückverlag, München 2011
- Matei Visniec: Cai la fereastră; Pferde am Fenster, Theaterstückverlag, München 2012
- Doina Rusti Lizoanca, Trei; Lizoanca, Roman, Horlemann, Berlin 2013
- Jan Cornelius: Der Zweite ist Chaplin, Satiren, PalmArtPress, Berlin 2017
- Denisa Comănescu: Rückkehr aus dem Exil, Ludwigsburg 2018
- Matei Vişniec: Migraaaanten!, Theaterstück, PalmArtPress, Berlin 2018
- Florin Lăzărescu: Amorţire, Polirom; Seelenstarre, Roman, Klagenfurt 2018
- Jan Cornelius-Adina Popescu: De ce nu-s românii ca nemţii?; Bukarest – Berlin, ohne Rückkehr?, Klagenfurt 2021

## Preise und Auszeichnungen
- Erster Preis beim NRW-Autorenwettbewerb
- Stipendium des Kultusministers NRW
- Empfehlungsliste des Österreichischen Kultusministers
- Empfehlungsliste des Bayerischen Lehrerverbandes
- Stipendium der Stadt Düsseldorf für das Stiftung Künstlerdorf Schöppingen
- Preis für die beste Geschichte „Grand Prix Eulovision“ der Zeitschrift Eulenspiegel 2003